# 庫爾丘姆區

庫爾丘姆區（Kurshim District）是哈薩克斯坦的行政區，位於該國東部，由東哈薩克斯坦州負責管轄，首府設於庫爾丘姆，始建於1927年，面積23,200平方公里，2013年人口29,476。